# Java Management Extensions
Java Management Extensions (JMX) este o tehnologie Java conceputa pentru managementul și monitorizarea de aplicații, obiecte sistem, dispozitive, etc. JMX face parte din platforma Java, Ediția Standard, începand cu versiunea 5.0.